# Gajjibhavi, Devadurga
Gajjibhavi là một làng thuộc tehsil Devadurga, huyện Raichur, bang Karnataka, Ấn Độ.